# Perditzenberg
Perditzenberg ist ein Wohnplatz im Ortsteil Schönberg der Hansestadt Seehausen (Altmark) im Landkreis Stendal in Sachsen-Anhalt.

## Geografie
Den Namen Perditzenberg trägt eine etwa 25 Meter hohe Erhebung und das an seinem Fuße liegende Gehöft. Beide liegen etwa 5 Kilometer nordöstlich von Seehausen und 3 Kilometer nördlich von Schönberg im Biosphärenreservat Mittelelbe. Im Norden strömt die Elbdeichwässerung, früher Große Wässerung genannt.
Nachbarorte sind Schüring im Nordwesten, Schönberg am Deich im Osten, Schönberg im Süden und Klein Holzhausen im Südwesten.

## Geschichte
Das Vorwerk Präditzenberg bei Herzfelde wurde 1864 in einem Ortsverzeichnis genannt. Bereits 1873 war der Name Perditzenberg üblich.

### Einwohnerentwicklung
| Jahr | Einwohner |
| ---- | --------- |
| 1885 | 5         |
| 1895 | 5         |
| 1905 | 5         |

Quelle:

## Religion
Die evangelischen Christen aus Perditzenberg gehörten früher zur Kirchengemeinde Schönberg und damit zur Pfarrei Schönberg bei Seehausen in der Altmark. Die evangelische Kirchengemeinde Schönberg wurde 2005 mit der Kirchengemeinde Falkenberg zum Kirchspiel Schönberg-Falkenberg zusammengeschlossen. Sie wird betreut vom Pfarrbereich Seehausen des Kirchenkreises Stendal im Propstsprengel Stendal-Magdeburg der Evangelischen Kirche in Mitteldeutschland.